# Oscar for bedste animationsfilm
Oscaren for bedste animationsfilm (egentlig Academy Award for Best Animated Feature) er en prestigefyldt filmpris, som uddeles af den amerikanske filmbrancheforening, Academy of Motion Picture Arts and Sciences, til den bedste animerede spillefilm i det forløbne filmår. Prisen blev for første gang uddelt for filmåret 2001, ved oscaruddelingen 24. marts 2002. Kategorien blev indført på grund af utilfredshed med, at den succesfulde animationsfilm Chicken Run ikke blev nomineret for bedste film i 2000. Skaberne af Chicken Run vandt senere en oscar for bedste animationsfilm i 2005 med filmen Walter & Trofast: Det store grøntsagskup (Wallace & Gromit: The Curse of the Were-Rabbit).
Oscaren for bedste animationsfilm uddeles kun, hvis der er mindst 8 animationsfilm af spillefilmslængde, der i løbet af året har haft biografpremiere i Los Angeles. Der nomineres 3 film i kategorien. Dog nomineres 5 film, hvis der har været 16 eller flere animationsfilm i biografdistribution i det forløbne filmår.
Årstallene i nedenstående liste angiver tidspunktet for filmens premiere (i Californien) og dermed året før selve Oscar-uddelingen

## Vindere og nominerede
| År                          | Film | Prismodtager                                                             |
| --------------------------- | --- | ------------------------------------------------------------------------ |
| 2001 (Oscaruddelingen 2002) | Shrek (DreamWorks/Pacific Data Images)                                                                             | Aron Warner                                                              |
| 2001 (Oscaruddelingen 2002) | Niels Neutron: Det lille geni (Paramount/Nickelodeon)                                                              | John A. Davis Steve Oedekerk                                             |
| 2001 (Oscaruddelingen 2002) | Monsters, Inc. (Disney/Pixar)                                                                                      | Pete Docter John Lasseter                                                |
| 2002 (Oscaruddelingen 2003) | Chihiro og heksene (Studio Ghibli)                                                                                 | Hayao Miyazaki                                                           |
| 2002 (Oscaruddelingen 2003) | Ice Age (20th Century Fox/Blue Sky)                                                                                | Chris Wedge                                                              |
| 2002 (Oscaruddelingen 2003) | Lilo & Stitch (Disney)                                                                                             | Chris Sanders                                                            |
| 2002 (Oscaruddelingen 2003) | Spirit - Hingsten fra Cimarron (DreamWorks)                                                                        | Jeffrey Katzenberg                                                       |
| 2002 (Oscaruddelingen 2003) | Skatteplaneten (Disney)                                                                                            | Ron Clements                                                             |
| 2003 (Oscaruddelingen 2004) | Find Nemo (Disney/Pixar)                                                                                           | Andrew Stanton                                                           |
| 2003 (Oscaruddelingen 2004) | Bjørne Brødre (Disney)                                                                                             | Aaron Blaise Robert Walker                                               |
| 2003 (Oscaruddelingen 2004) | Trillingerne fra Belleville (Diaphana Films)                                                                       | Sylvain Chomet                                                           |
| 2004 (Oscaruddelingen 2005) | De Utrolige (Disney/Pixar)                                                                                         | Brad Bird                                                                |
| 2004 (Oscaruddelingen 2005) | Stor ståhaj (DreamWorks/Pacific Data Images)                                                                       | Bill Damaschke                                                           |
| 2004 (Oscaruddelingen 2005) | Shrek 2 (DreamWorks/Pacific Data Images)                                                                           | Andrew Adamson                                                           |
| 2005 (Oscaruddelingen 2006) | Walter og Trofast - Det store grøntsagskup (Aardman/DreamWorks)                                                    | Steve Box Nick Park                                                      |
| 2005 (Oscaruddelingen 2006) | Corpse Bride (Warner Bros.)                                                                                        | Tim Burton Mike Johnson                                                  |
| 2005 (Oscaruddelingen 2006) | Det levende slot (Studio Ghibli)                                                                                   | Hayao Miyazaki                                                           |
| 2006 (Oscaruddelingen 2007) | Happy Feet (Warner Bros./Village Roadshow/Animal Logic)                                                            | George Miller                                                            |
| 2006 (Oscaruddelingen 2007) | Biler (Disney/Pixar)                                                                                               | John Lasseter                                                            |
| 2006 (Oscaruddelingen 2007) | Monsterhuset (Columbia/Amblin/ImageMovers Digital)                                                                 | Gil Kenan                                                                |
| 2007 (Oscaruddelingen 2008) | Ratatouille (Disney/Pixar)                                                                                         | Brad Bird                                                                |
| 2007 (Oscaruddelingen 2008) | Persepolis (Sony Pictures Classics)                                                                                | Marjane Satrapi Vincent Paronnaud                                        |
| 2007 (Oscaruddelingen 2008) | Surf's Up (Columbia/Sony Pictures Animation)                                                                       | Ash Brannon Chris Buck                                                   |
| 2008 (Oscaruddelingen 2009) | WALL-E (Disney/Pixar)                                                                                              | Andrew Stanton                                                           |
| 2008 (Oscaruddelingen 2009) | Bolt (Disney) | Chris Williams Byron Howard                                              |
| 2008 (Oscaruddelingen 2009) | Kung Fu Panda (DreamWorks/Pacific Data Images)                                                                     | John Wayne Stevenson Mark Osborne                                        |
| 2009 (Oscaruddelingen 2010) | Op (Disney/Pixar)                                                                                                  | Pete Docter                                                              |
| 2009 (Oscaruddelingen 2010) | Coraline og den hemmelige dør (Focus Features/LAIKA)                                                               | Henry Selick                                                             |
| 2009 (Oscaruddelingen 2010) | Den fantastiske Hr. Ræv (20th Century Fox/Regency)                                                                 | Wes Anderson                                                             |
| 2009 (Oscaruddelingen 2010) | Prinsessen og frøen (Disney)                                                                                       | John Musker Ron Clements                                                 |
| 2009 (Oscaruddelingen 2010) | The Secret of Kells (Cartoon Saloon)                                                                               | Tomm Moore Nora Twomey                                                   |
| 2010 (Oscaruddelingen 2011) | Toy Story 3 (Disney/Pixar)                                                                                         | Lee Unkrich                                                              |
| 2010 (Oscaruddelingen 2011) | Sådan træner du din drage (DreamWorks/Pacific Data Images)                                                         | Chris Sanders Dean DeBlois                                               |
| 2010 (Oscaruddelingen 2011) | Illusionisten (Pathé Pictures/Sony Pictures Classics)                                                              | Sylvain Chomet                                                           |
| 2011 (Oscaruddelingen 2012) | Rango (Paramount Pictures/Nickelodeon Movies/Blind Wink/GK Films)                                                  | Gore Verbinski                                                           |
| 2011 (Oscaruddelingen 2012) | En kat i Paris (Folimage with Digit Anima, France 3 Cinéma, Lumière, Lunanime, Radio Télévision Belge Francophone) | Alain Gagnol Jean-Loup Felicioli                                         |
| 2011 (Oscaruddelingen 2012) | Chico & Rita (Isle of Man Film/Magic Light Pictures/Disney/CinemaNX)                                               | Fernando Trueba Javier Mariscal                                          |
| 2011 (Oscaruddelingen 2012) | Kung Fu Panda 2 (DreamWorks Animation/Paramount Pictures)                                                          | Jennifer Yuh Nelson                                                      |
| 2011 (Oscaruddelingen 2012) | Den bestøvlede kat (DreamWorks Animation/Paramount Pictures)                                                       | Chris Miller                                                             |
| 2012 (Oscaruddelingen 2013) | Modig | Mark Andrews Brenda Chapman                                              |
| 2012 (Oscaruddelingen 2013) | Frankenweenie | Tim Burton                                                               |
| 2012 (Oscaruddelingen 2013) | ParaNorman | Sam Fell Chris Butler                                                    |
| 2012 (Oscaruddelingen 2013) | Piraterne! | Peter Lord                                                               |
| 2012 (Oscaruddelingen 2013) | Vilde Rolf | Rich Moore                                                               |
| 2013 (Oscaruddelingen 2014) | Frost | Chris Bock Jennifer Lee Peter Del Vecho                                  |
| 2013 (Oscaruddelingen 2014) | Croods | Chris Sanders Kirk DeMicco Kristine Belson                               |
| 2013 (Oscaruddelingen 2014) | Grusomme mig 2 | Pierre Coffin Chris Renaud Chris Meledandri                              |
| 2013 (Oscaruddelingen 2014) | Ernest & Célestine                                                                                                 | Benjamin Renner Didier Brunner                                           |
| 2013 (Oscaruddelingen 2014) | Når vinden rejser sig                                                                                              | Hayao Miyazaki Toshio Suzuki                                             |
| 2014 (Oscaruddelingen 2015) | Big Hero 6 | Don Hall Chris Williams Roy Conli                                        |
| 2014 (Oscaruddelingen 2015) | Æsketroldene | Anthony Stacchi Graham Annable Travis Knight                             |
| 2014 (Oscaruddelingen 2015) | Sådan træner du din drage 2                                                                                        | Dean DeBlois Bonnie Arnold                                               |
| 2014 (Oscaruddelingen 2015) | Sangen fra havet                                                                                                   | Tomm Moore Paul Young                                                    |
| 2014 (Oscaruddelingen 2015) | Fortællingen om Prinsesse Kaguya                                                                                   | Isao Takahata Yoshiaki Nishimura                                         |
| 2015 (Oscaruddelingen 2016) | Inderst inde | Pete Docter Jonas Rivera                                                 |
| 2015 (Oscaruddelingen 2016) | Anomalisa | Charlie Kaufman Duke Johnson Rosa Tran                                   |
| 2015 (Oscaruddelingen 2016) | Drengen og verden                                                                                                  | Alê Abreu                                                                |
| 2015 (Oscaruddelingen 2016) | F for får - filmen                                                                                                 | Mark Burton Richard Starzak                                              |
| 2015 (Oscaruddelingen 2016) | Marnie - min hemmelige veninde                                                                                     | Hiromasa Yonebayashi Yoshiaki Nishimura                                  |
| 2016 (Oscaruddelingen 2017) | Zootropolis | Byron Howard Rich Moore Clark Spencer                                    |
| 2016 (Oscaruddelingen 2017) | Kubo - den modige samurai                                                                                          | Travis Knight Arianne Sutner                                             |
| 2016 (Oscaruddelingen 2017) | Vaiana | John Musker Ron Clements Osnat Shurer                                    |
| 2016 (Oscaruddelingen 2017) | Mit liv som Squash                                                                                                 | Claude Barras Max Karli                                                  |
| 2016 (Oscaruddelingen 2017) | La tortue rouge | Michaël Dudok de Wit Toshio Suzuki                                       |
| 2017 (Oscaruddelingen 2018) | Coco | Lee Unkrich Darla K. Anderson                                            |
| 2017 (Oscaruddelingen 2018) | The Boss Baby | Tom McGrath Ramsey Ann Naito                                             |
| 2017 (Oscaruddelingen 2018) | The Breadwinner | Nora Twomey Anthony Leo                                                  |
| 2017 (Oscaruddelingen 2018) | Ferdinand | Carlos Saldanha                                                          |
| 2017 (Oscaruddelingen 2018) | Loving Vincent | Dorota Kobiela Hugh Welchman Ivan MacTaggart                             |
| 2018 (Oscaruddelingen 2019) | Spider-Man: Into the Spider-Verse                                                                                  | Bob Persichetti Peter Ramsey Rodney Rothman Phil Lord Christopher Miller |
| 2018 (Oscaruddelingen 2019) | Incredibles 2 | Brad Bird John Walker Nicole Paradis Grindle                             |
| 2018 (Oscaruddelingen 2019) | Isle of Dogs | Wes Anderson Scott Rudin Jeremy Dawson                                   |
| 2018 (Oscaruddelingen 2019) | Mirai | Mamoru Hosoda                                                            |
| 2018 (Oscaruddelingen 2019) | Ralph Breaks the Internet                                                                                          | Rich Moore Phil Johnston                                                 |

## Ekstern henvisning
- Officielle regler for uddeling af Oscar for bedste animationsfilm